# توم ستوك
توم ستوك (بالإنجليزية: Tom Stock)‏ هو سباح أمريكي، ولد في 1942.

## روابط خارجية
- توم ستوك على موقع قاعة مشاهير السباحة العالمية (الإنجليزية)